# ディンゴ偵察車
ディンゴ偵察車は、第二次世界大戦中にオーストラリアで生産された軽偵察車である。これらの車輛はフォード・モーター社で1942年の間に作られた。

## 経歴
オーストラリアでは第二次世界大戦への準備が整っておらず、軽偵察車輛に関してはほぼ保有していなかった。オーストラリアは、それらを従来の供給源であるイギリスから購入することもできなかった。工業生産力はヨーロッパのもっと緊急な需要へ振り向けられていたのである。そこでオーストラリアでは自国での設計と生産が試みられ、装甲車と偵察車もまた例外ではなかった。
ディンゴ偵察車は民間用のフォード30-cwt、ホイールベース134.5インチの車体を切り詰めて110インチとし、マーモン・ハリントン社製の全輪駆動キットを装着して、この車輛を四駆化したものである。本車はフォードV型8気筒エンジンを搭載し、85から95馬力の出力で駆動した。この上にABP-3（オーストラリア型防弾鋼板3式）でできた装甲車体を装着した。作業はビクトリアン鉄道会社である。量産は1942年前半に開始された。
ディンゴ偵察車はブレン軽機関銃とマーク19無線装置を装備した。車重から不整地での機動性が制限され、起伏の激しい地形を通行すると前輪の車軸が曲げられた。10mmの装甲を備え、オープントップの軽量型が1942年の終わりに提案されたが、その時には海外から装甲車を輸入できたために生産続行はされなかった。生産された245輌全てが1945年に廃棄された。
ディンゴ偵察車の残存車輛は、ビクトリア州のオーストラリア陸軍戦車博物館や、オーストラリア戦争記念館、またはビクトリア州にあるメルボルン戦車博物館で見ることができる。いくつかの車輛は、個人所有されている。